# Toral Bayramov
Toral Bayramov (Lankaran, 23 de febrero de 2001) es un futbolista azerí que juega en la demarcación de lateral izquierdo para el Qarabağ FK de la Liga Premier de Azerbaiyán.

## Selección nacional
Tras jugar en las categorías inferiores de la selección, finalmente hizo su debut con la selección de Azerbaiyán el 27 de mayo de 2021 en un encuentro amistoso contra Turquía que finalizó con un resultado de 2-1 a favor del combinado turco tras el gol de Emin Mahmudov para Azerbaiyán, y de Halil Dervişoğlu y Kaan Ayhan para Turquía.

## Clubes
| Club       | País       | Año   | Partidos | Goles |
| ---------- | ---------- | ----- | -------- | ----- |
| Qarabağ FK | Azerbaiyán | 2019- | 198      | 28    |

## Palmarés

### Títulos nacionales
| Título                     | Club          | País       | Año  |
| -------------------------- | ------------- | ---------- | ---- |
| Liga Premier de Azerbaiyán | Qarabağ F. K. | Azerbaiyán | 2020 |
| Liga Premier de Azerbaiyán | Qarabağ F. K. | Azerbaiyán | 2022 |
| Copa de Azerbaiyán         | Qarabağ F. K. | Azerbaiyán | 2022 |
| Liga Premier de Azerbaiyán | Qarabağ F. K. | Azerbaiyán | 2023 |
| Liga Premier de Azerbaiyán | Qarabağ F. K. | Azerbaiyán | 2024 |
| Copa de Azerbaiyán         | Qarabağ F. K. | Azerbaiyán | 2024 |
| Liga Premier de Azerbaiyán | Qarabağ F. K. | Azerbaiyán | 2025 |